# VZ Camelopardalis
Désignations
VZ Camelopardalis (en abrégé VZ Cam) est une étoile variable de cinquième magnitude de la constellation boréale de la Girafe. D'après la mesure de sa parallaxe annuelle par le satellite Gaia, l'étoile est distante d'environ ∼ 500 a.l. (∼ 153 pc) de la Terre. Elle s'éloigne du Système solaire à une vitesse radiale de +12 km/s. Elle a été considérée comme un membre du superamas des Hyades, mais en 1990 cela a été remis en cause.
VZ Camelopardalis est une étoile géante rouge vieillissante de type spectral M4IIIa, qui est sur la branche asymptotique des géantes. Sa nature d'étoile variable a été découverte par l'astronome américain J. Ashbrook en 1948. C'est une variable irrégulière à longue période suspectée de sous-type Lb sont la magnitude apparente varie entre 4,80 et 4,96. Des mesures photométriques à long terme de l'étoile suggèrent qu'il existe au moins sept périodes de pulsation allant de 27,1 à 249,4 jours. Considérant cela, l'AAVSO la classe comme une variable semi-régulière de sous-type SRs. Le rayon de l'étoile est environ 89 fois plus grand que le rayon solaire, elle est autour de 1 250 fois plus lumineuse que le Soleil et sa température de surface est de 3 641 K.